# Schmidt-Insel
Die Schmidt-Insel (russisch остров Шмидта, ostrow Schmidta) gehört zur Inselgruppe Sewernaja Semlja in der Russischen Arktis.
Die etwa 467 km² große Insel befindet sich im Nordwesten des Archipels. Sie ist fast vollständig von einer Eiskappe bedeckt und nach dem russischen Wissenschaftler Otto Juljewitsch Schmidt benannt, dem Leiter derjenigen Expedition, die die Insel 1930 an Bord des Eisbrechers Georgi Sedow entdeckte.
1952, zu Zeiten des Kalten Krieges, wurde hier ein sowjetischer Luftwaffenstützpunkt errichtet, der es modifizierten Tupolew Tu-4 Bombern erlaubt hätte, US-Basen in Kanada und auf Grönland mit Nuklearwaffen anzugreifen.

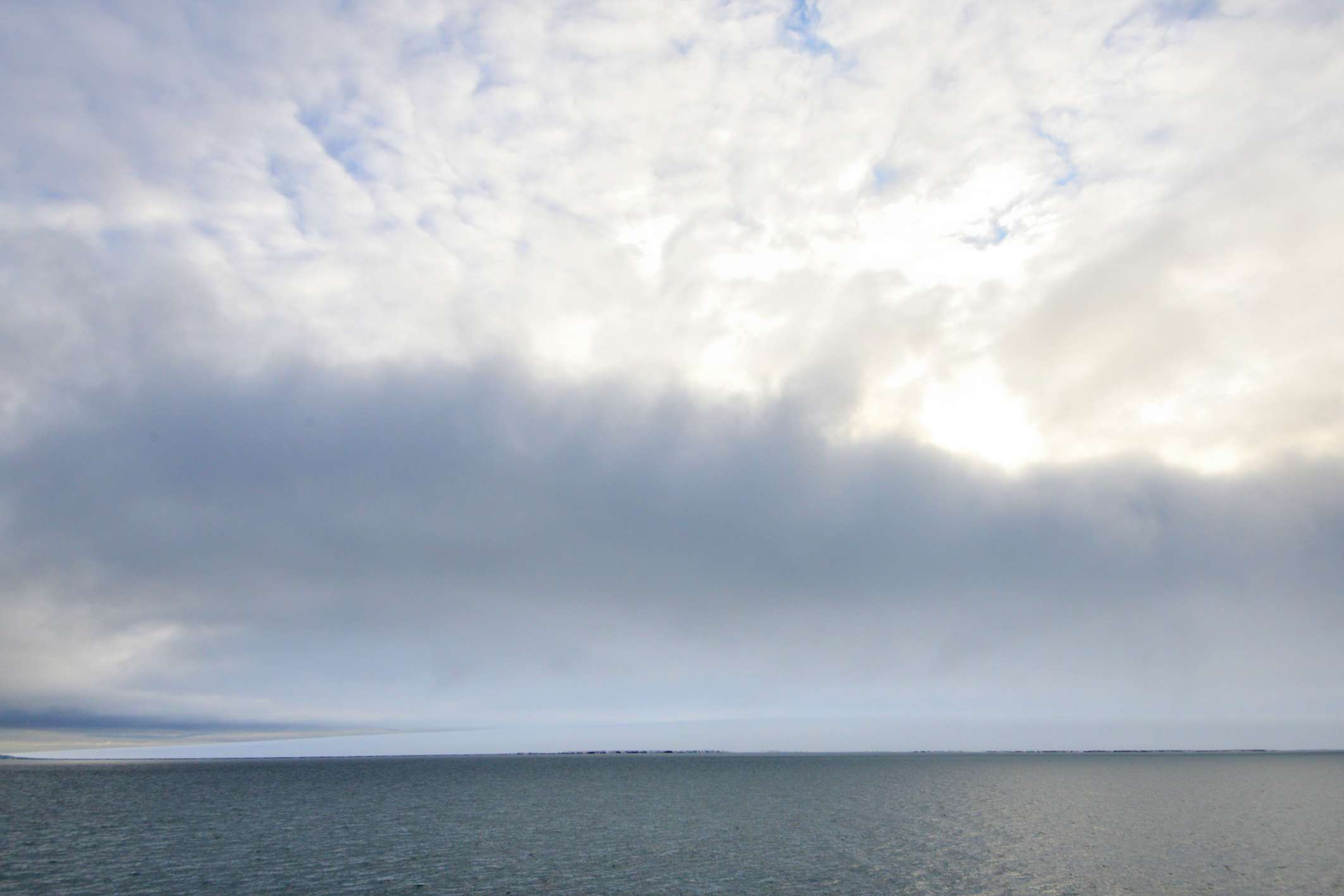
Schmidt-Insel
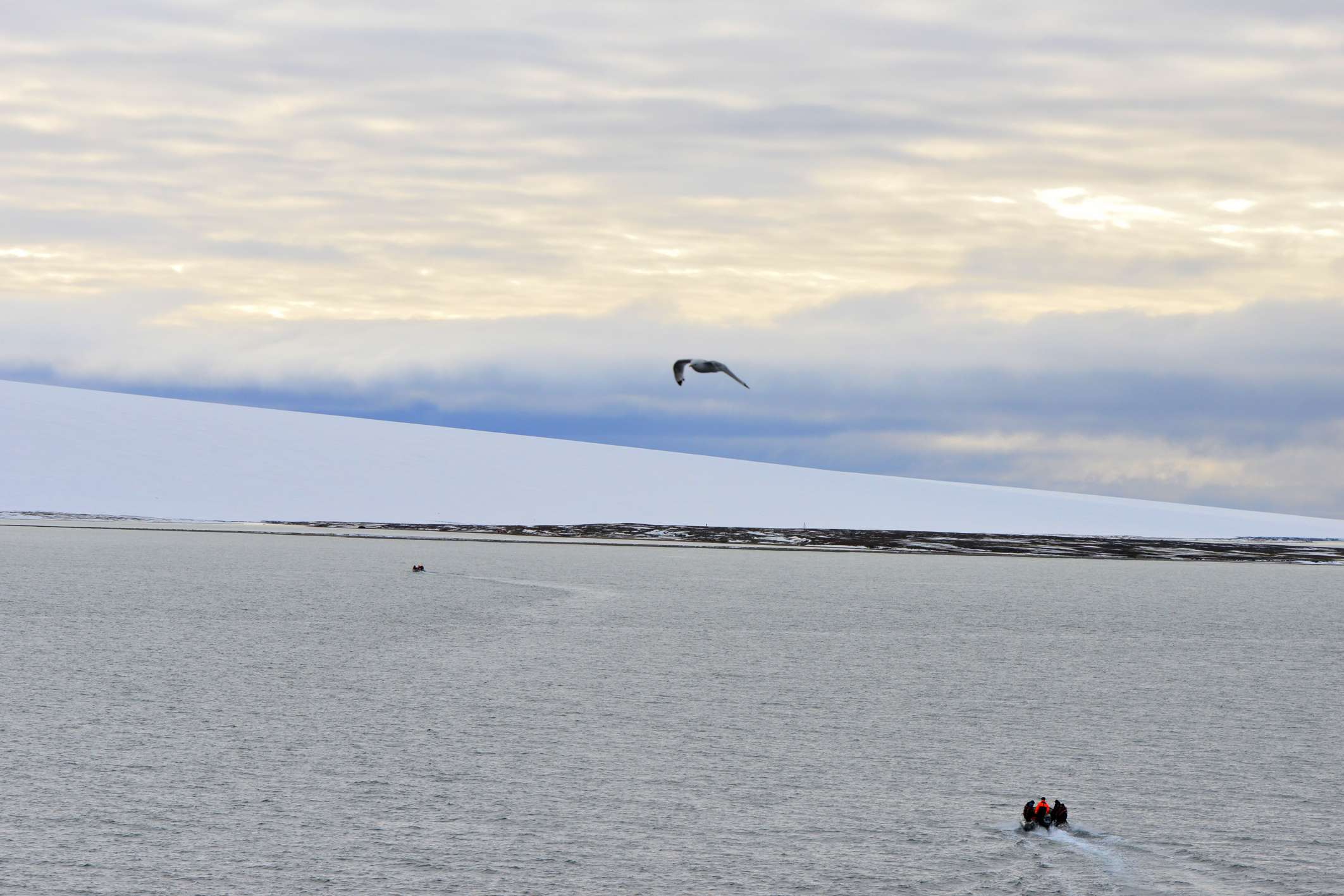
Schmidt-Insel